# جزر الهند الغربية البريطانية في الألعاب الأولمبية الصيفية 1960
شارك اتحاد جزر الهند الغربية تحت اسم جزر الأنتيل (ANT) في دورة الألعاب الأولمبية الصيفية لعام 1960 في روما ، إيطاليا . شارك ثلاثة عشر رياضيا ، جميعهم من الرجال ، في ثلاثة عشر فعالية في خمس رياضات.  شاركت الدولة قصيرة العمر فقط في هذه الدورة ، حيث تنافست جامايكا وترينيداد وتوباغو بشكل مستقل مرة أخرى في عام 1964 ، وبدأت بربادوس المنافسة في ألعاب عام 1968 . وفاز الفريق بميداليتين برونزيتين في ألعاب القوى على حد سواء.

## جدول الميداليات

### ميداليات الألعاب الصيفية
| الألعاب   | الرياضيين | الذهب | الفضة | البرونزية | مجموع | رتبة |
| 1960 روما | 13        | 0     | 0     | 2         | 2     | 39   |
| مجموع     | مجموع     | 0     | 0     | 2         | 2     | 138  |

### ميداليات حسب الرياضة
*   البلد المضيف (مضيف)
| المرتبة | فريق    | ذهبية | فضية | برونزية | المجموع |
| ------- | ------- | ----- | ---- | ------- | ------- |
| المجموع | المجموع | 0     | 0    | 0       | 0       |

## قائمة الحائزين على الميداليات
| ميدالية       | اسم | رياضة       | حدث                    | تاريخ    |
| ------------- | --- | ----------- | ---------------------- | -------- |
| وصلة= برونزية | وصلة=\|حدود George Kerr (JAM)                                                                                                | ألعاب القوى | 800 متر رجال           | 2 سبتمبر |
| وصلة= برونزية | وصلة=\|حدود George Kerr (JAM) وصلة=\|حدود Jim Wedderburn (BAR) وصلة=\|حدود كيث غاردنر (JAM) وصلة=\|حدود Malcolm Spence (JAM) | ألعاب القوى | 4 × 400 متر تتابع رجال | 8 سبتمبر |

## النتائج حسب الفعالية

### ألعاب القوى
| فعالية                 | اسم                                              | نتيجة |
| ---------------------- | ------------------------------------------------ | --- |
| 100 متر رجال           | دينيس جونسون                                     | التصفيات: 10.4 (الثاني في التصفيات) ربع النهائي: 10.4 (الرابع ، لم يتأهل)                                            |
| 200 متر رجال           | كليفتون برتراند                                  | التصفيات: 21.3 (الثالث) ربع النهائي: 21.4 (السادس ، لم يتأهل)                                                        |
| 200 متر رجال           | دينيس جونسون                                     | التصفيات: 21.2 (الأول) ربع النهائي: 21.1 (الثالث) نصف النهائي: 21.0 (الخامس ، لم يتأهل)                              |
| 400 متر رجال           | مالكولم سبينس                                    | التصفيات: 47.6 (الأول) ربع النهائي: 46.9 (الثالث) نصف النهائي: 46.8 (الخامس ، لم يتأهل)                              |
| 400 متر رجال           | جيمس ويديربيرن                                   | التصفيات: 47.4 (الثاني) ربع النهائي: 47.0 (الرابع ، لم يتقدم)                                                        |
| 800 متر رجال           | جورج كير                                         | التصفيات: 1: 50.9 (الأول) · ربع النهائي: 1: 49.4 (الأول) · نصف النهائي: 1: 47.1 (الأول) · نهائي: 1:47.1 (← برونزية ) |
| 4 × 400 متر تتابع رجال | جورج كير جيمس ويديربيرن كيث جاردنر مالكولم سبينس | التصفيات: 3: 09.1 (الأول) · نصف النهائي: 3: 09.2 (ثانيًا) · النهائي: 3: 04.0 (←وصلة= برونزية )                        |
| 110 متر حواجز رجال     | كيث جاردنر                                       | التصفيات: 14.3 (الأول) ربع النهائي: 14.3 (الثاني) نصف النهائي: 14.2 (الثالث) النهائي: 14.4 (← المركز الخامس)         |
| الوثب الطويل رجال      | بول فورمان                                       | المؤهل: 7.42 م النهائي: 7.26 م (← المركز الثاني عشر)                                                                 |

### ركوب الدراجات
| الفعالية           | اسم         | نتيجة |
| ------------------ | ----------- | --- |
| سباق الطريق الفردي | كلايد ريمبل | DNF |
| سبرينت             | كلايد ريمبل | التصفيات: الثاني من 2 الملحق: الأول من 2 الملحق النهائي: الثاني من 3 النهائي الثامن: 3 من 3 إعادة النهائي الثامن: الثاني من 3 (لم يتأهل) |
| الوقت التجريبي     | كلايد ريمبل | 1: 16.08 (→ المركز 23) |

### إبحار
| فعالية              | اسم                           | نتيجة                  |
| ------------------- | ----------------------------- | ---------------------- |
| فئة الطائر الهولندي | ريتشارد جون بينيت جيرالد بيرد | 893 نقطة (→ المركز 30) |

### الرماية
| فعالية       | اسم           | نتيجة                           |
| ------------ | ------------- | ------------------------------- |
| 50 م مسدس حر | توني بريدج    | المؤهلات: 319 ( 32 في المجموعة) |
| 50 م مسدس حر | كيث دي كاسيرس | (متقاعد)                        |

### رفع الاثقال
| حدث                | اسم            | نتيجة |
| ------------------ | -------------- | --- |
| وزن الديك (57 كلغ) | جرانتلي سوبيرز | الضغط: 97.5 كجم (السابع) الخطف: 90.0 كجم (12) النتر: 120.0 كجم (13) المجموع: 307.5 كجم (→ المركز العاشر) |

## روابط خارجية
- "Olympic Results". International Olympic Committee. مؤرشف من الأصل في 2021-04-25.
- "British West Indies". Olympedia.com. مؤرشف من الأصل في 2020-11-01.
- "Olympic Analytics/BWI". olympanalyt.com. مؤرشف من الأصل في 2020-10-31.
- التقارير الأولمبية الرسمية